# Халемаумау
Халемаумау (гав. Halemaʻumaʻu — дом у красного папоротника āma’u) — кратер в кальдере на вершине вулкана Килауэа, Гавайи (остров). Входит в состав Гавайского вулканического национального парка. Современный размер округлого кратера составляет 770 на 900 метров, глубина колеблется в зависимости от уровня озера лавы на его дне от 30 до 150 метров. 

## История

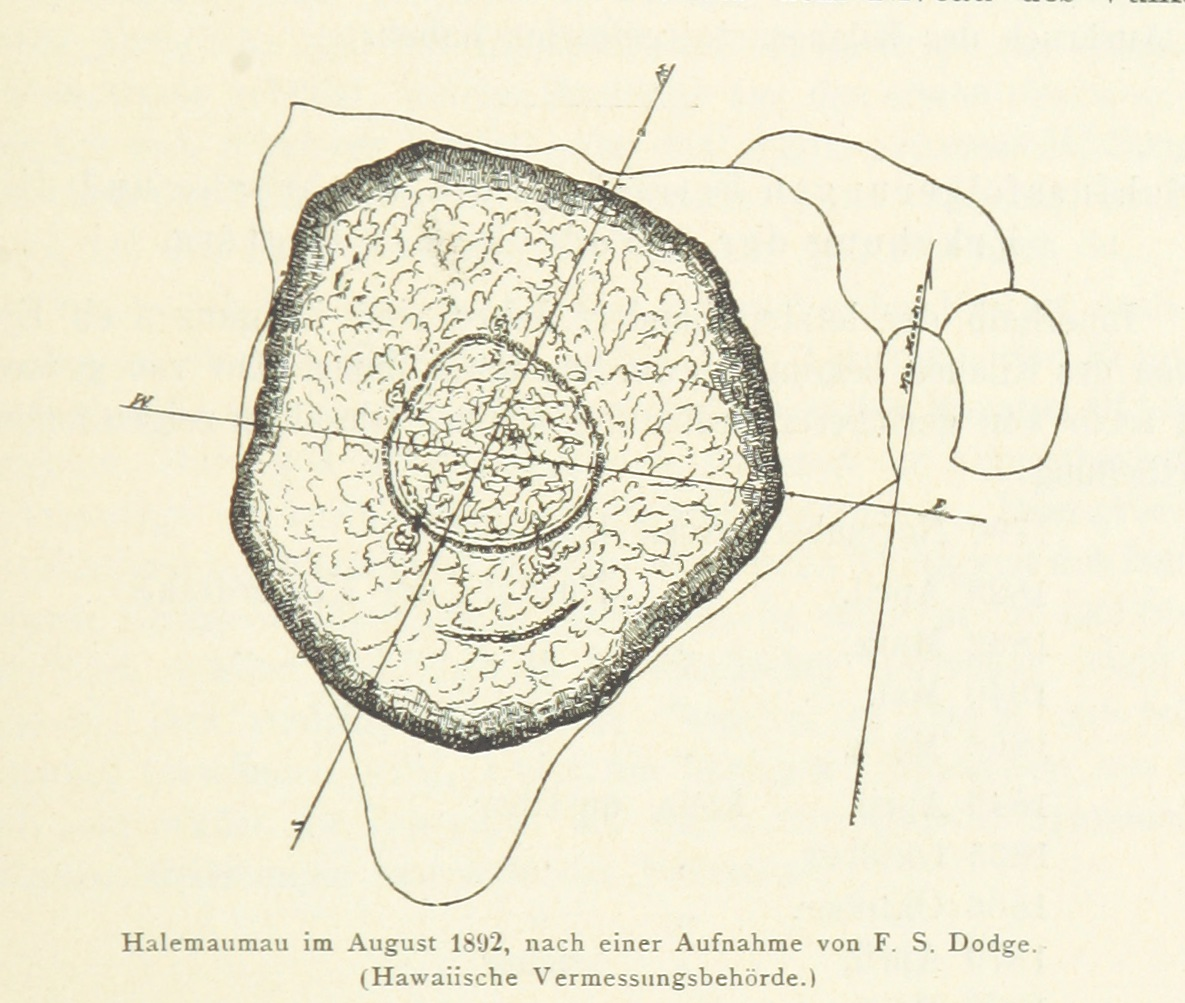
Карта 1894 года

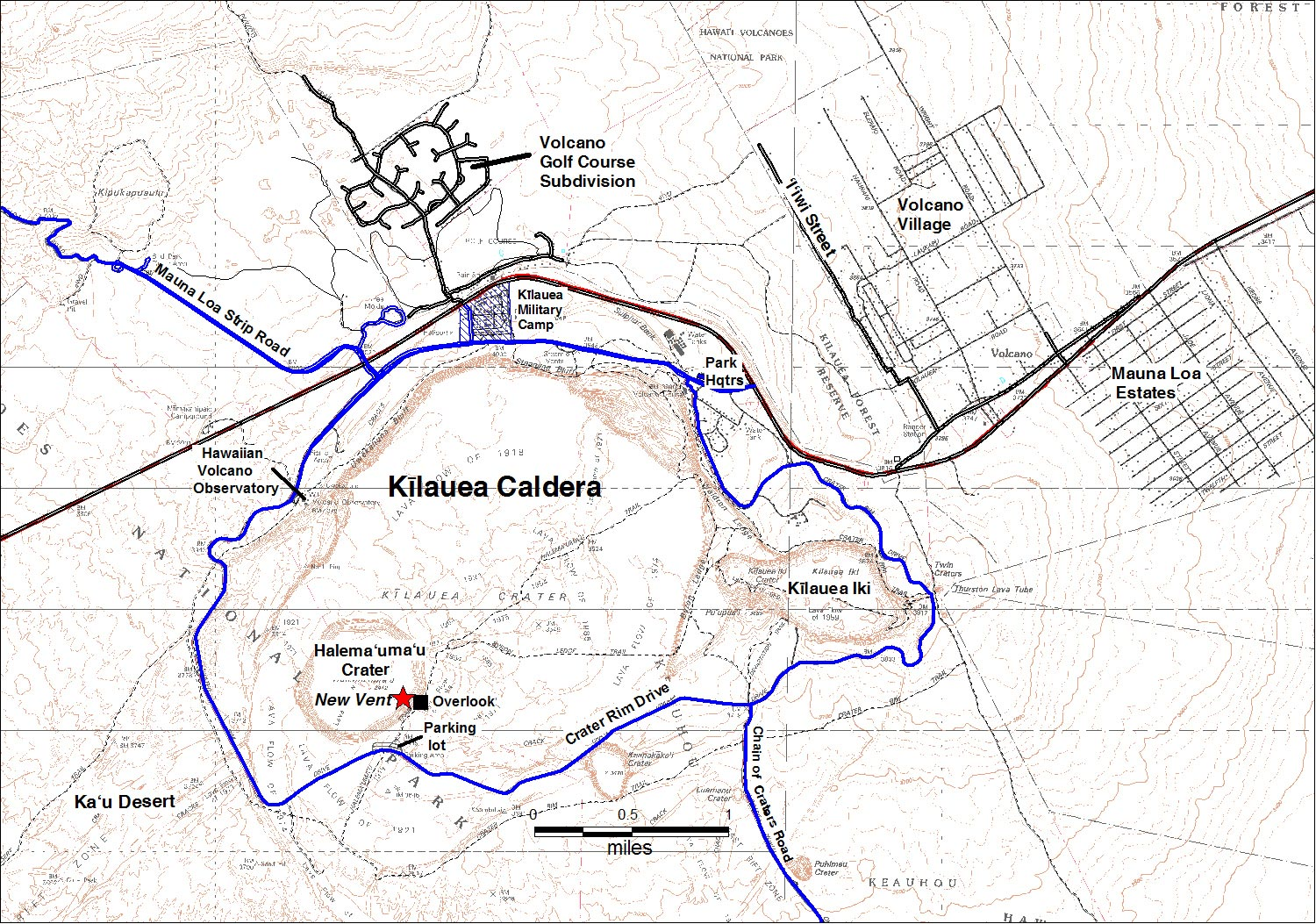
Карта кальдеры Килауэа

В гавайской мифологии кратер Халемаумау является домом для богини вулканов Пеле.
В 1790 году, по рассказам местных жителей, было зарегистрировано сильное извержение, в котором погибло несколько гавайцев. Их следы на затвердевшем пепле позже были обнаружены американскими учёными-вулканологами. По мнению специалистов, люди стали жертвами раскалённых пирокластических потоков.
В 1823 году Уильям Эллис, британский миссионер и краевед, опубликовал первое описание кратера.
В 1866 году у кратера с озером лавы побывал американский писатель Марк Твен
В 1912 году вулканолог Томас Джаггер открыл на краю кратера обсерваторию для наблюдения за вулканической активностью.
В 1916 году кратер вошёл в состав Гавайского вулканического Национального парка.
Основная форма видимого кратера образовалась после извержения 1924 года. В 1982, 2008 и 2018 годах извержение затронуло лишь небольшую часть вершинной кальдеры.
С 2008 года кратер находился в активной стадии вулканизма — регулярно происходило выделение дыма и газов, а колебания уровня лавового озера составляют от 20 до 150 метров ниже края кратера
Вулканическая активность в кратере начала увеличиваться с 10 по 14 марта 2008 года — выход газа и образование фумарол у восточной стороны кратера создали необходимость закрытия близлежащей зоны и принятия мер общественной безопасности
В мае 2018 года уровень лавового озера в кратере заметно понизился, причиной этого стало сильное трещинное извержение в восточной рифтовой зоне вулкана. Такой скорый дренаж лавы вызвал многочисленные обрушения вершинной кальдеры Килауэа, которые сопровождались выбросами пепла из жерла. С 17 мая почти ежедневно на вершине горы стали происходить землетрясения низкой магнитуды
В сентябре 2019 года в кратере от большого количества осадков образовалось кратерное озеро. Температура воды около 70°С.
20 декабря 2020 года началась новая активная фаза извержения в кратере Халемаумау. Он начал наполняться лавой, образовалось новое лавовое озеро, вода в кратерном озере мгновенно испарилась.

## Галерея

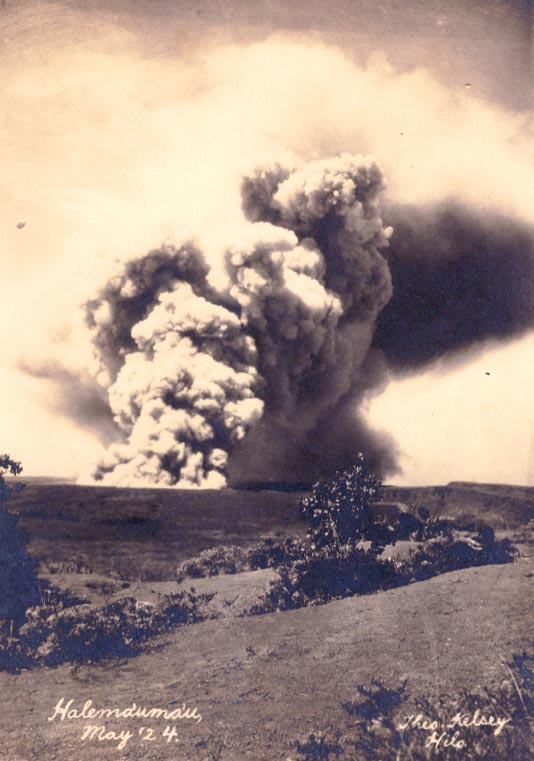
Извержение 1924 года
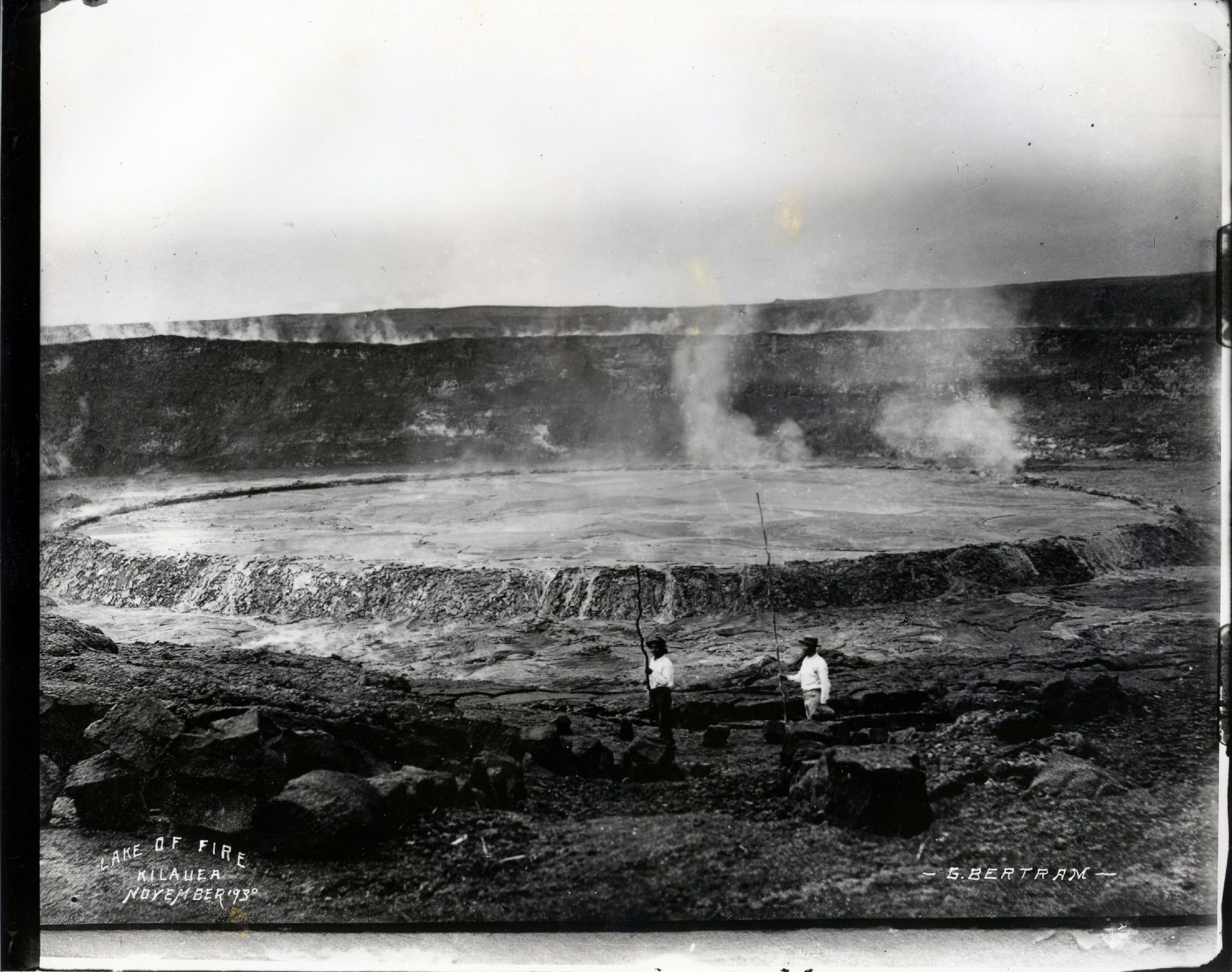
Остывающее озеро лавы, 1930
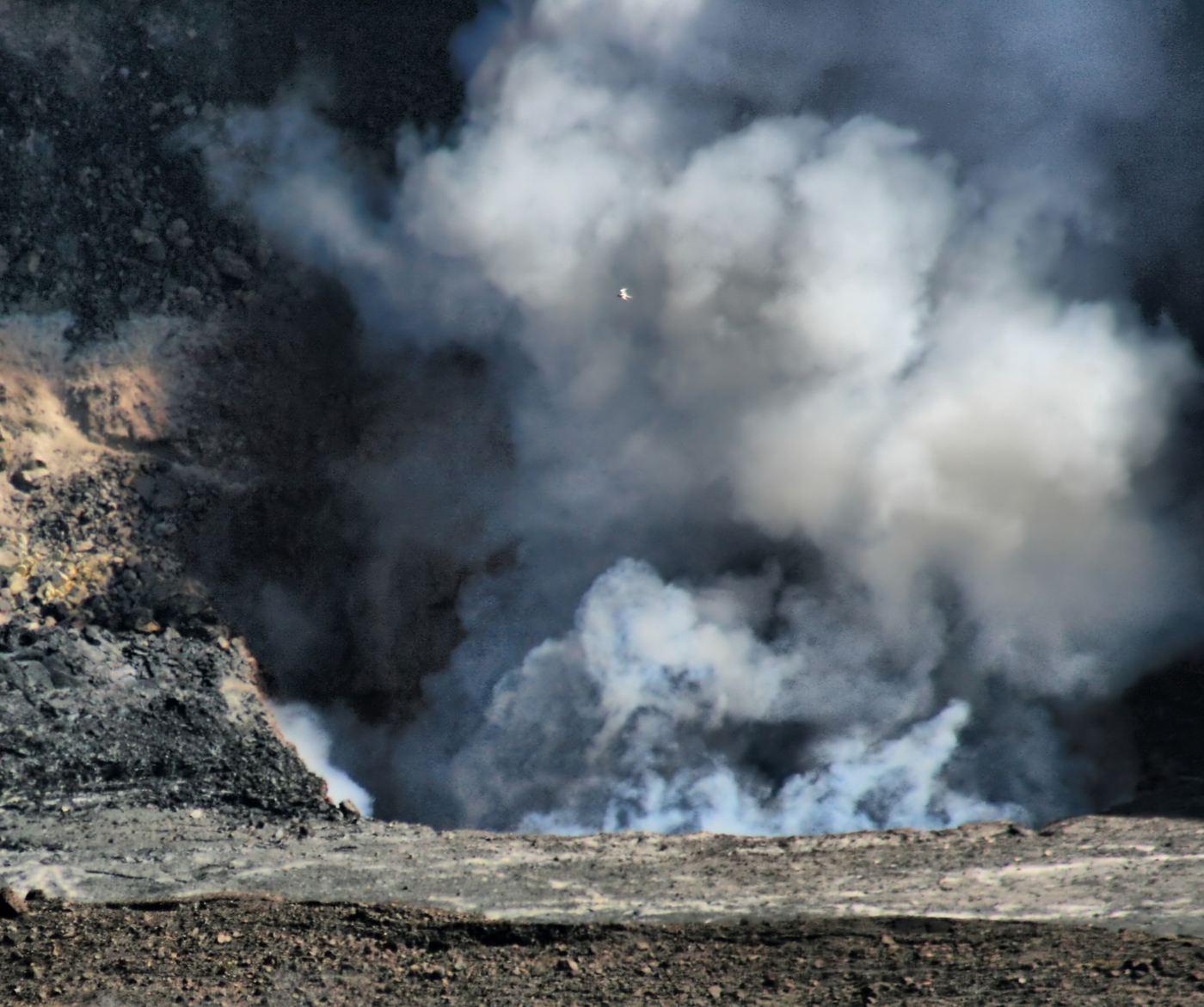
Кратер вновь активизировался, 2008
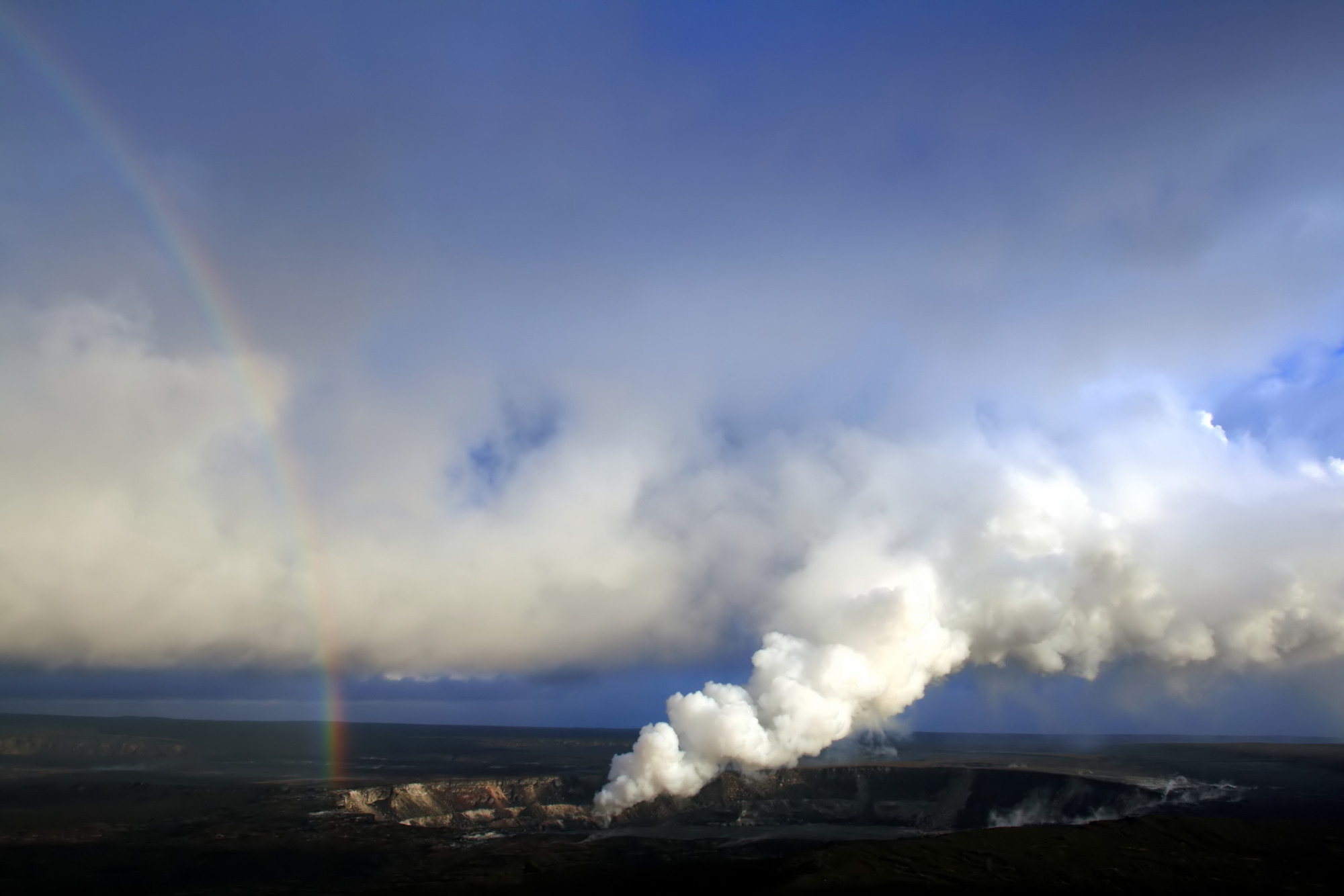
Килауэа и кратер под дождём, 2008
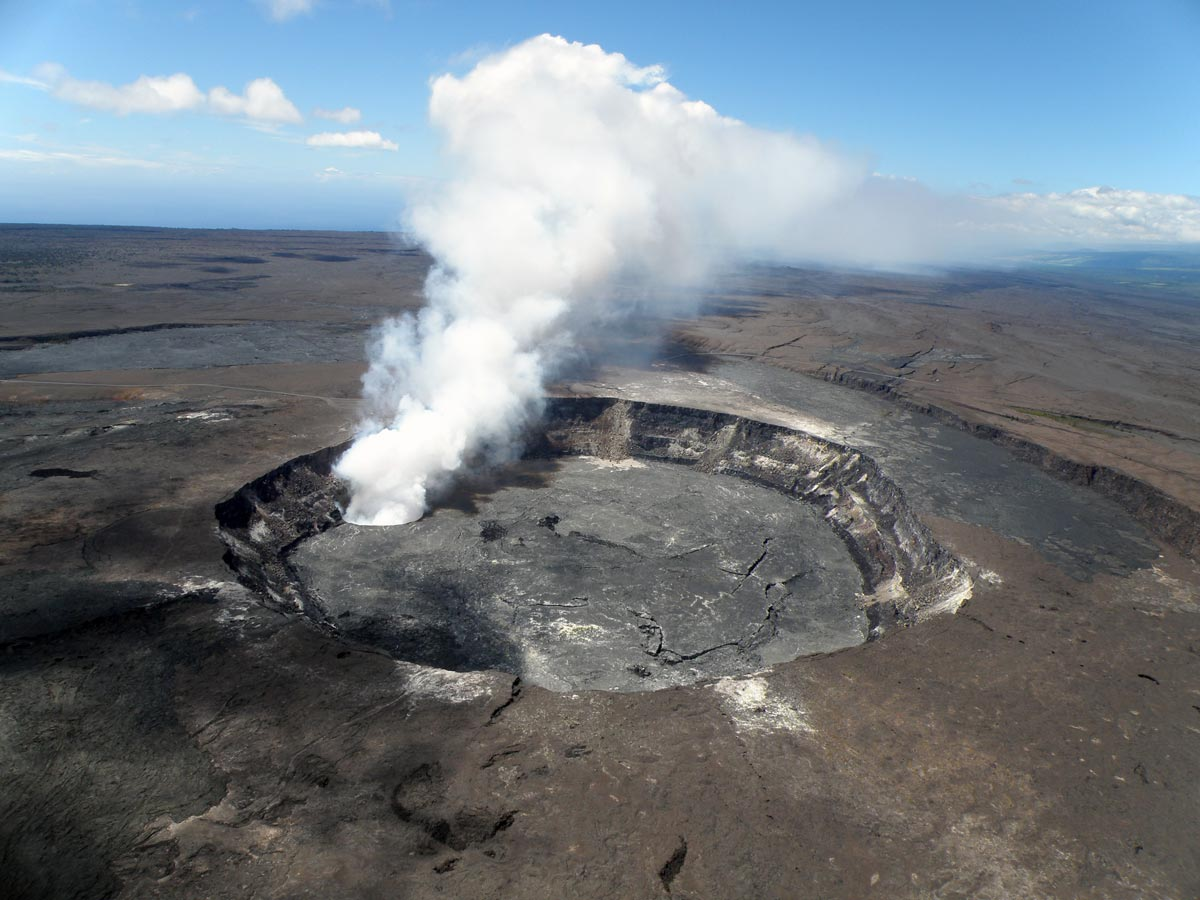
Дым из жерла вулкана, осень 2009
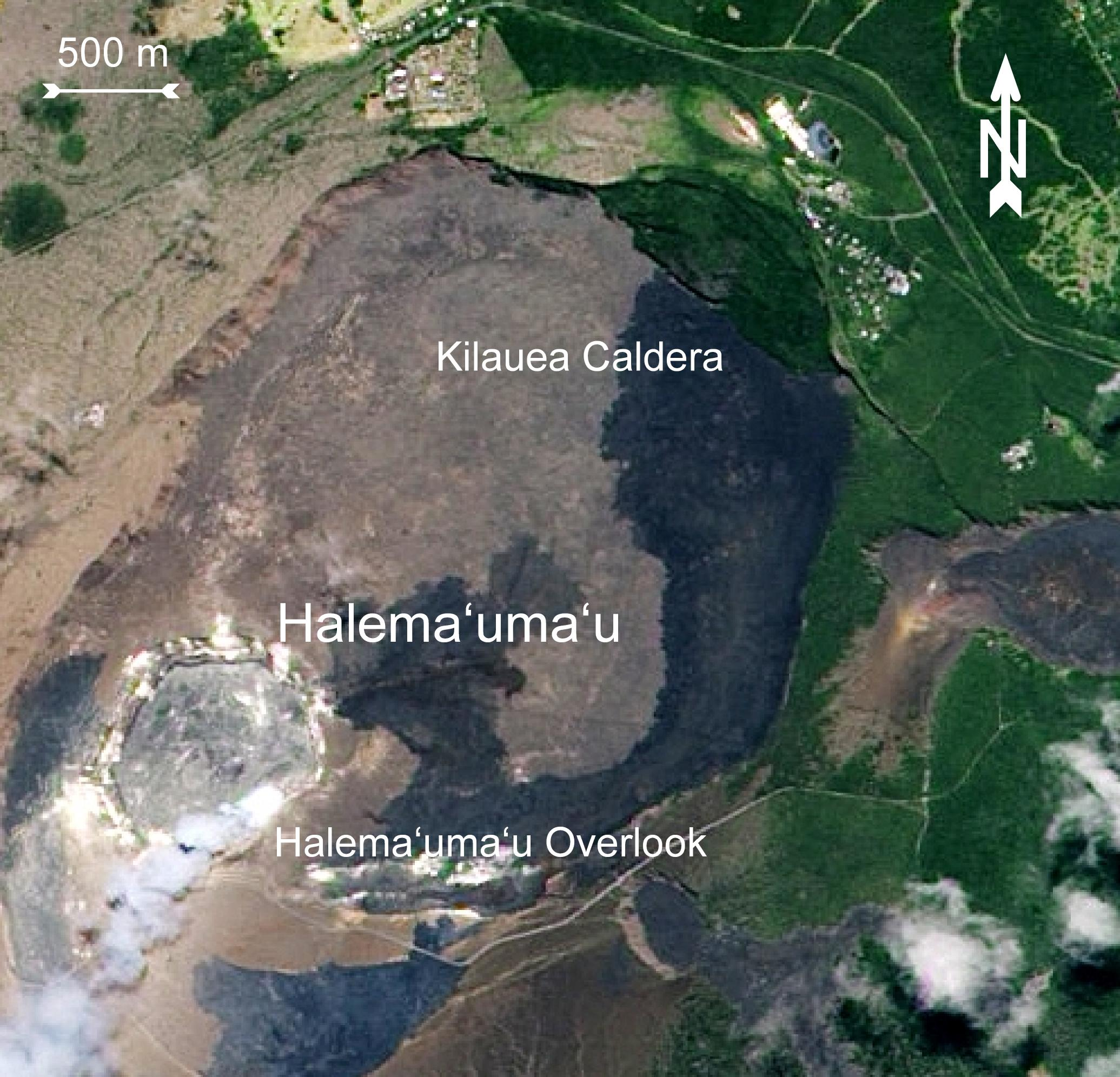
Аэрофотосъёмка кратера, 2010
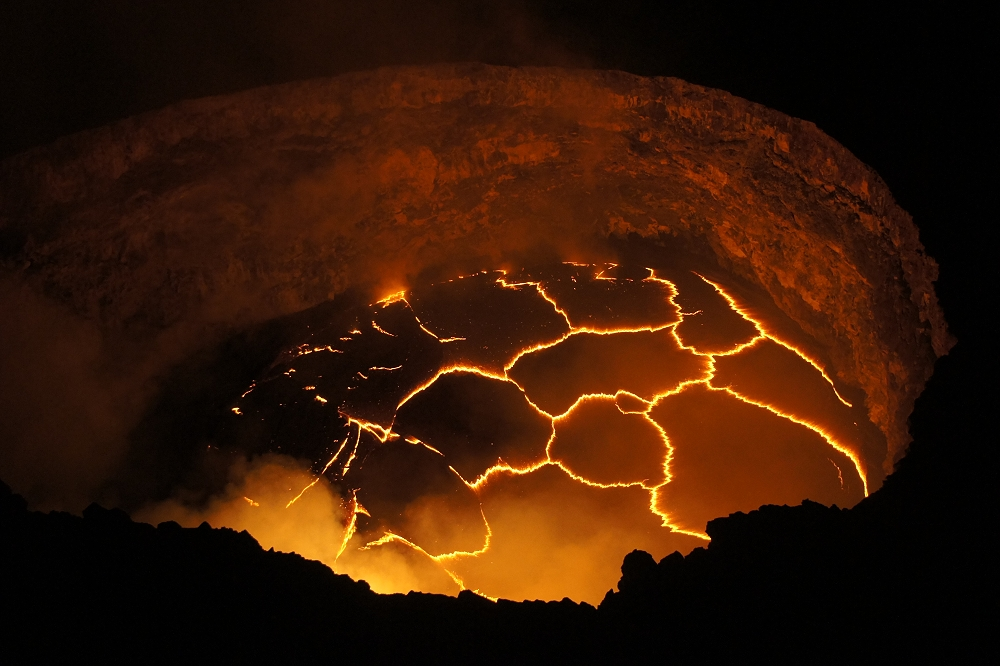
Лавовое озеро в кратере, июнь 2012
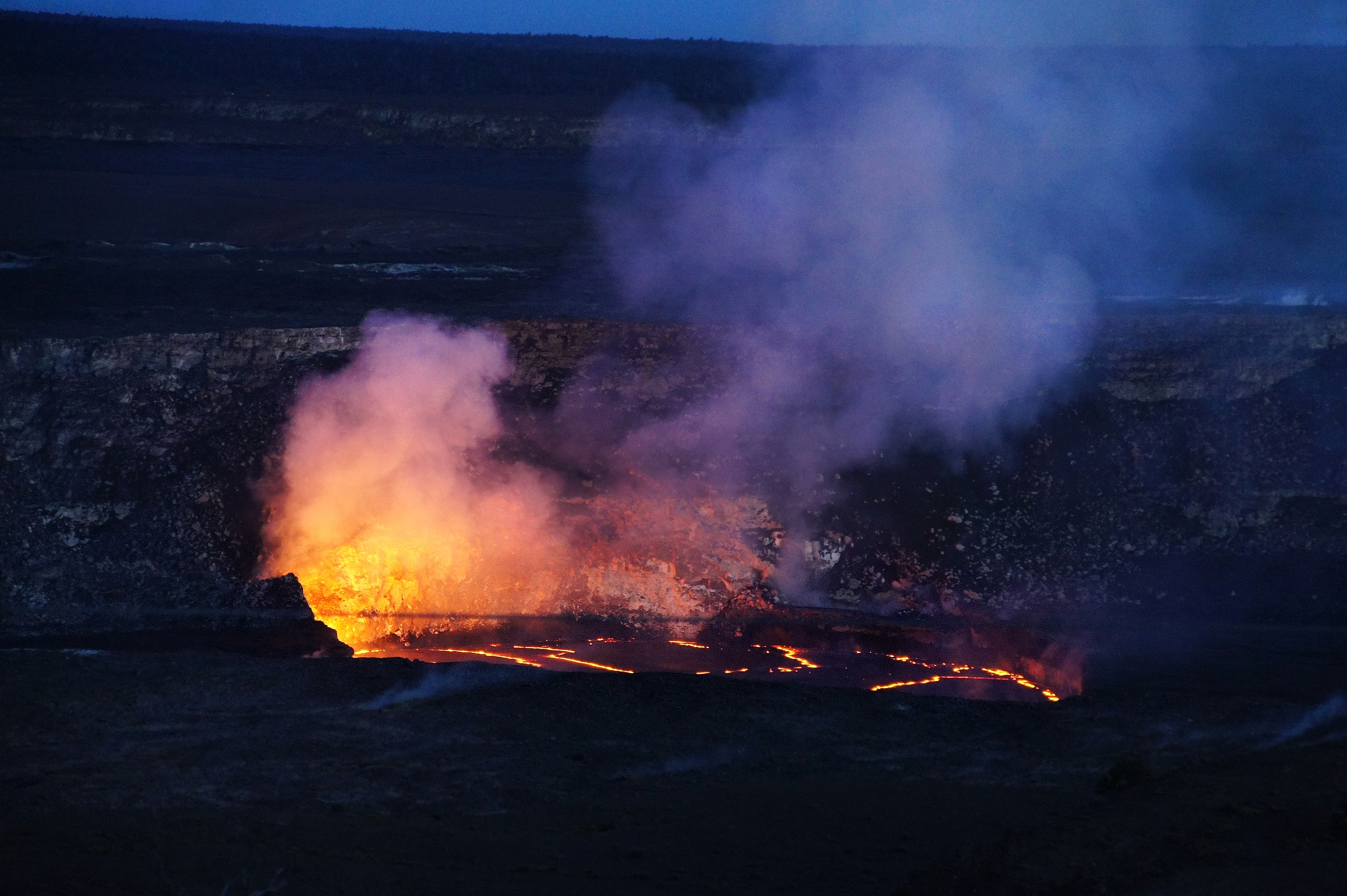
Выход горячих газов, июнь 2017
- Ускоренное видео — кратер
- Ускоренное видео — лавовое озеро
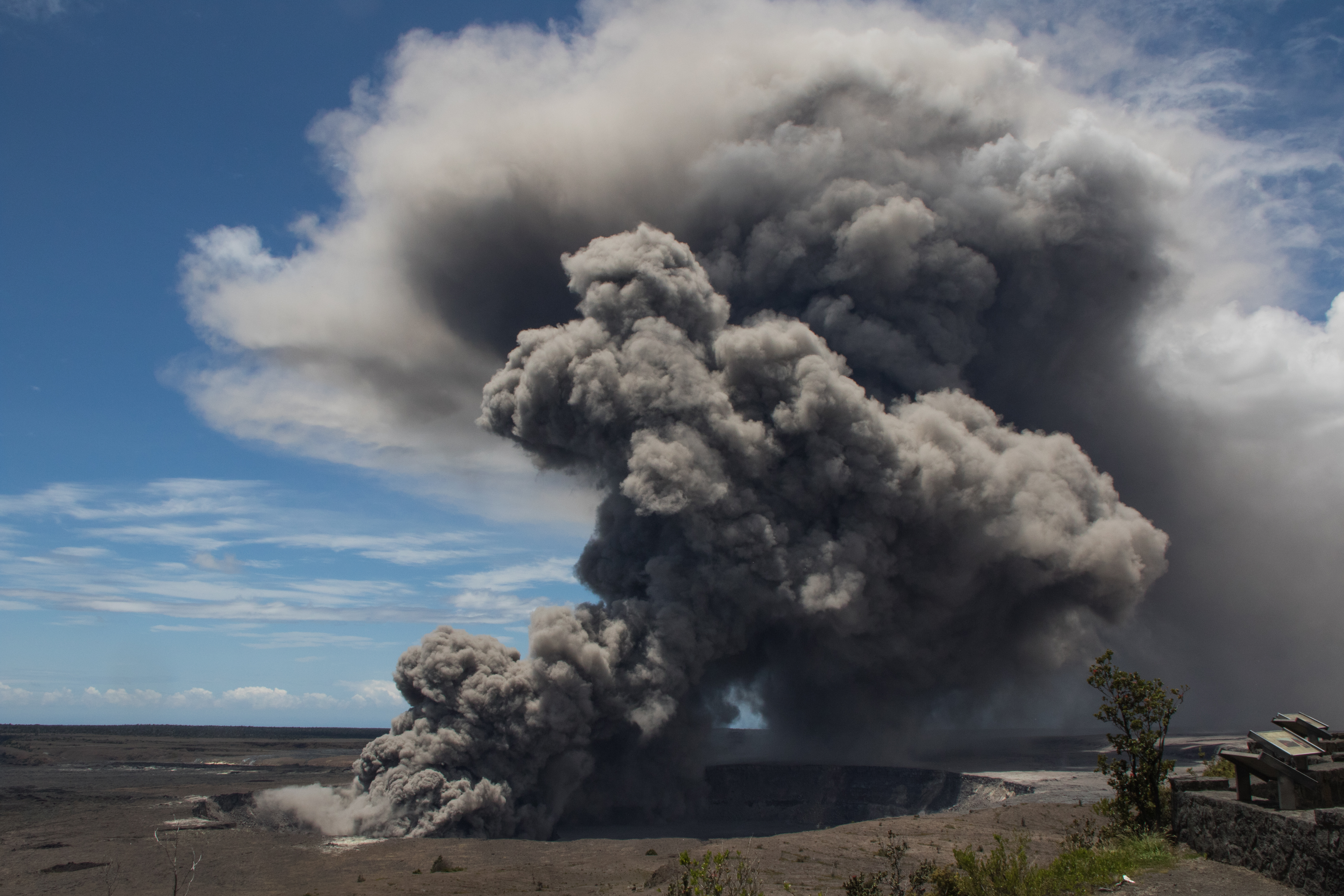
Выброс пепла, 15 мая 2018 года
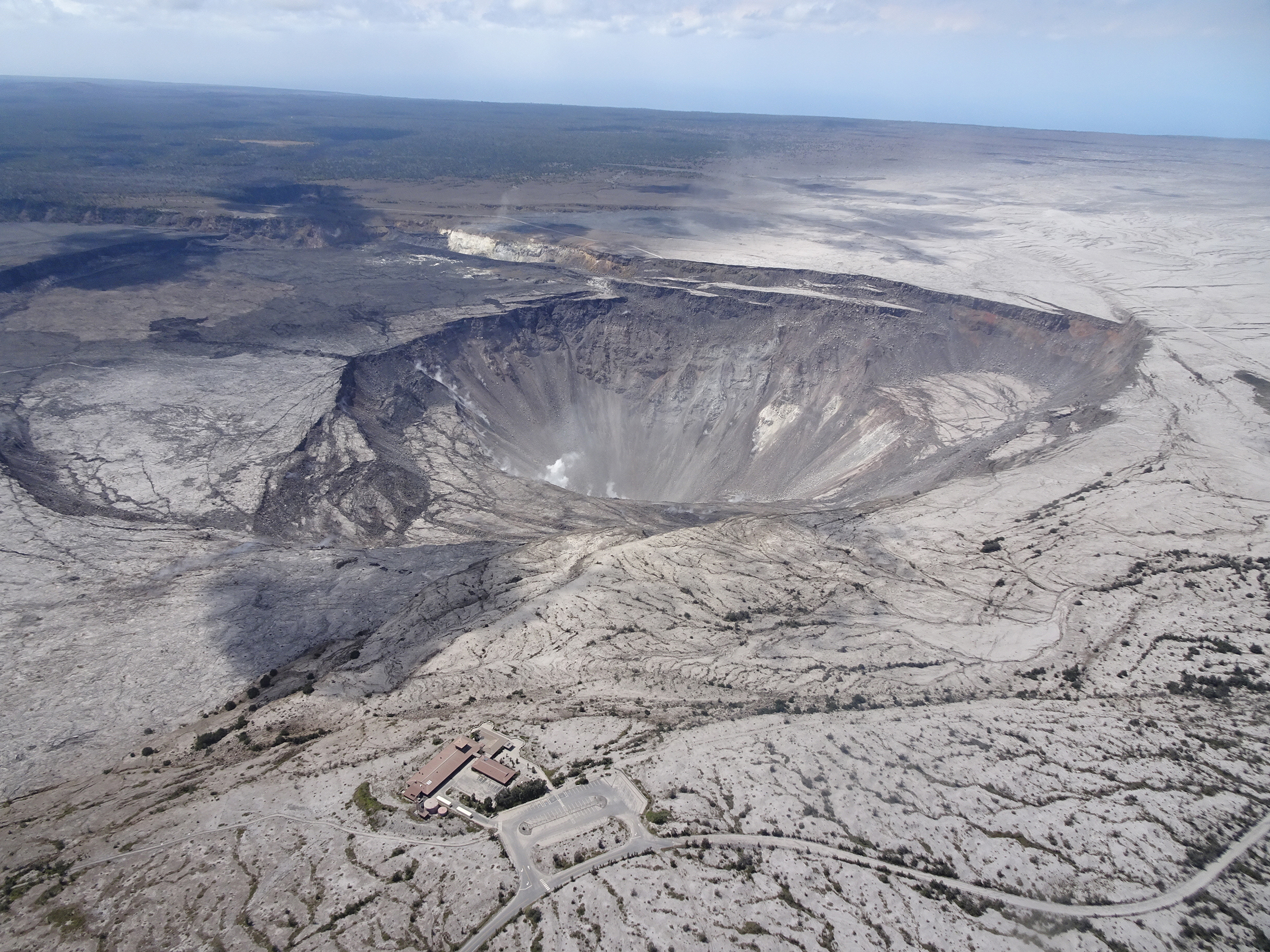
Провал кратера Халемаумау после извержения, 13 июля 2018 года
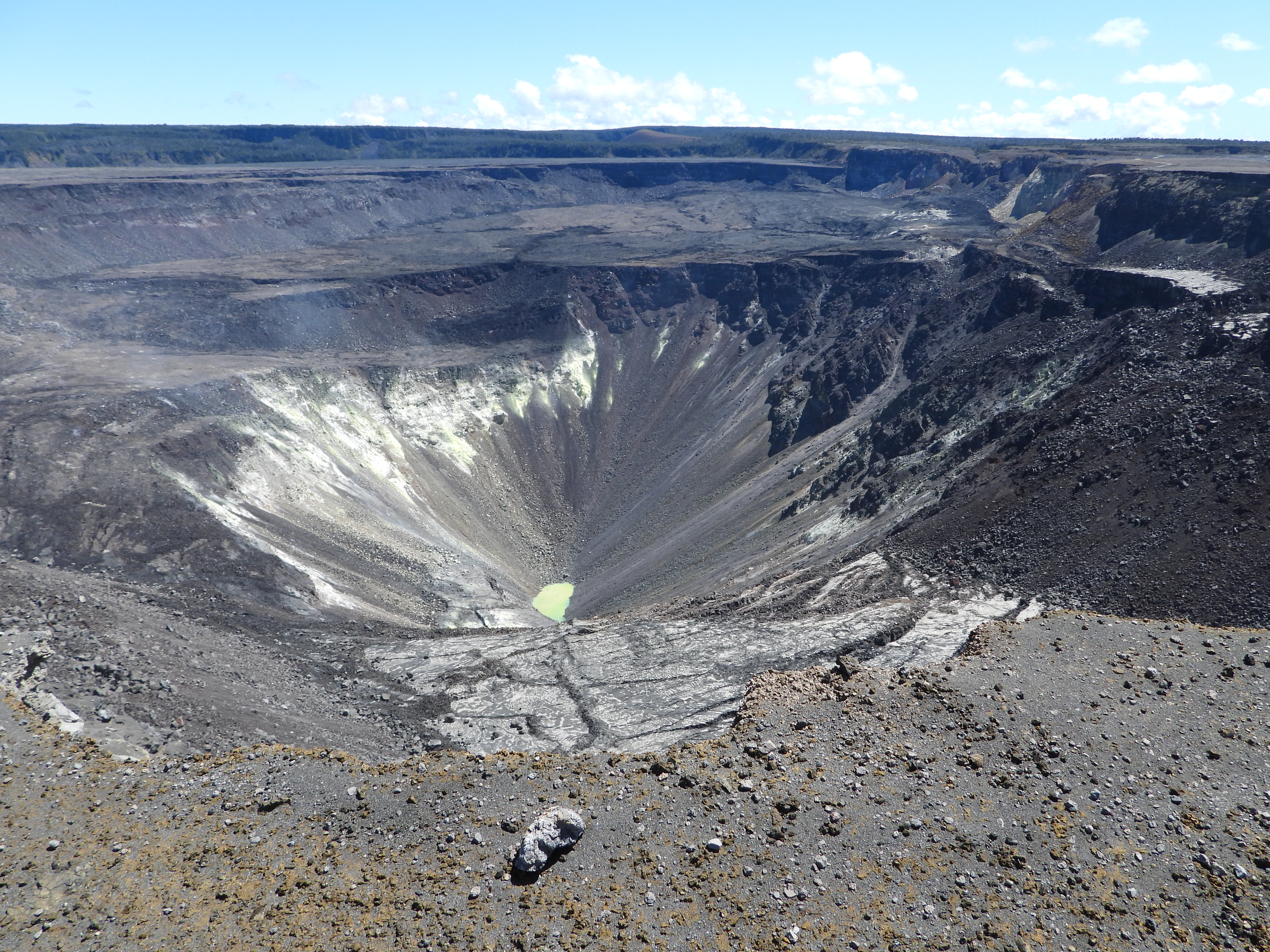
Озеро в кратере, 2019